# Börtlinger Weinapfel
Der Börtlinger Weinapfel ist eine Sorte des Apfels (Malus domestica). Die Sorte wurde 2023 zur Streuobstsorte des Jahres in Baden-Württemberg gewählt.
Die Sorte ist seit der Mitte des 19. Jahrhunderts bekannt erstmals beschrieben. Sie stammt aus Börtlingen im baden-württembergischen Landkreis Göppingen, ab der zweiten Hälfte des 20. Jahrhunderts wurde sie überregional angebaut.

## Beschreibung
Der Börtlinger Weinapfel ist eine stark wachsende Apfelsorte mit einer durch Fruchtbögen charakteristischen hängenden Kronenform. Er bevorzugt wärmere Lagen und gut versorgte Böden. Er hat einen mittleren bis hohen, regelmäßigen Ertrag und ist überwiegend widerstandsfähig gegen Krankheiten und Schädlinge. Lediglich gegen Marssonina-Blattfallkrankheitist er anfällig, ebenso bei Schorf und Mehltau.
Die eher kleinen, langstieligen Früchte werden vorrangig zur Most- und Saftherstellung genutzt. Sie sind kugelig, mit weißlich-gelber Grundfarbe und braunroter Deckfarbe. Das Fruchtfleisch ist grünlich-weiß bis gelblich, saftig und hat eine hohen Zuckergehalt und wenig Säure. Die Früchte sind ab Mitte Oktober pflückreif und können bis November verarbeitet werden.